# Crispina nigristigma
Crispina nigristigma är en insektsart som beskrevs av William Lucas Distant 1918. Crispina nigristigma ingår i släktet Crispina och familjen dvärgstritar. Inga underarter finns listade i Catalogue of Life.